# Twitter bot
Twitter botは、Twitter APIを介してTwitterアカウントを制御するボットソフトウェアの一種。アカウントのツイート、リツイート、いいね、フォロー、フォロー解除、ダイレクトメッセージなどのアクションを自律的に実行できる。 Twitterアカウントの自動化は、自動化の適切な使用法と不適切な使用法を記述する一連の自動化ルールによって管理される。多くは役立つ情報（Tips）の配信、ユーザーの興味を集めるコンテンツや創作的コンテンツの自動生成、ダイレクトメッセージによるユーザーへの自動返信に使用される。しかし、APIレート制限の回避、ユーザーのプライバシーの侵害、スパム 、自作自演といった不適切な行為に使用される場合もある。

## 特徴
Twitterアカウントがボットによって制御されているかどうか判定する必要のある場合もある。2012年の論文では、アカウントがボットである可能性があることを示す次の基準と自動判定システムを提案した。
- ツイートの「周期性かつ規定時間」
- ツイートのコンテンツに既知のスパムが含まれているかどうか
- 平均的な人間のTwitterユーザーと比較した、モバイル及びデスクトップからのツイート比率

これらの基準を元にした調査により、人間はTwitterボットを信頼できる情報源と見なすことができる。

## 使用例
Twitterボットには目的ごとに様々な種類がある。多くは以下にある @EarthquakesSF のように役立つ資料をツイートする。 2009年、Twitter botはTwitterのツイートの約24％を作成すると推定された。いくつかTwitter botの例と、それらがTwitterでユーザーと対話する方法を次に示す。
- @GNUTIEZ ドイツの主要オンライン新聞のヘッドラインとティーザー広告を追跡し、記事の公開後行われたすべての変更をツイート。
- @HaiQuBot COVID-19検疫の下、30分ごとに世界についての短いファウンドポエムをツイート。
- @Zeitansage （ドイツ語で時計を表す）は、毎分ごとに現在時刻をツイート。ツイート回数は2009年から2010年にかけて約330.000回となった。
- @Betelgeuse_3 「Beetlejuice、beetlejuice、beetlejuice」というフレーズを含むツイートに反応して、ツイートを返信する。ツイートは映画『ビートルジュース』の主人公の口調で送られる[10]。
- @BrEFTA Bot EFTAとBrexitに言及しているツイートを検索、それらをリツイートする。
- @CongressEdits / @parliamentedits 米国議会と英国議会のIPアドレスを持つユーザーからのウィキペディアの編集を検知し、投稿する[11]。
- @DBZNappa 2006年頃米国で流行したインターネット・ミームである「WHAT!? NINE THOUSAND?」（直訳すると「何！？9000だと？」。『ドラゴンボール』の台詞「8000以上だ…！」「は、8000以上…！？」が由来）を使用したTwitterユーザーに反応する。この「NINETHOUSAND？」アカウントは2011年に開始され、2015年に停止された。これは、ユーザーの反響が大きかったことによる[12]。
- @DearAssistant Wolfram Alphaを利用して、複雑なクエリに応答する自動返信ツイートを簡単な英語で送信する[4]。
- @DeepDrumpf MITで作成されたリカレントニューラルネットワーク、ドナルド・トランプの音声パターンを模倣したツイートを行う。『Last Week Tonight with John Oliver』の「ドナルド・トランプ」のコーナーで人気のある「ドナルド・トランプフ」という用語からその名前が付けられました[13]。
- @DroptheIBot 「People aren't illegal.」（人々は違法ではありません）というメッセージを送信する。 「illegal immigrant」（不法滞在者，不法移民）というフレーズを含むツイートを送信したTwitterユーザーに、「代わりに『undocumented immigrant』（書類なき移民）または『unauthorized immigrant』（無許可の移民）と言ってみてください」と伝える。これは、AmericanFusion.netのジャーナリストであるジョージ・リヴァスとパトリック・ホーガンによって作成された[14]。
- @everyword 英語のすべての単語をツイートする。 2007年に始まり、2014年まで30分ごとにツイートした[15]。
- @chssbot 4時間ごとに過去のチェスの試合をツイートする。
- @ factbot1 エリック・ドラスが一般的な問題であると信じていること、つまり写真に向こう側にある写されていない真実を信じているインターネット上の人々の問題を説明するために作成された[16]。
- @fuckeveryword [17]
- @Horse_ebooks そのツイートが詩的であると感じた人々の間で支持を得たボットでした。これは、マルコフテキストジェネレーター（または同様の手法）を使用して、所有者のツイートをマッシュアップすることで新しいツイートを作成する、さまざまな_ebooksサフィックスのTwitterボットに影響を与えた[18]。  Bear Stearns Bravoによる簡単なプロモーションの後、非アクティブになった。
- @infinite_scream 2〜39文字の悲鳴をツイート、または自動で返信する[19]。「ムンクの叫び」に触発されて作られたとみられ[20]、ドナルド・トランプ大統領と悪いニュースに悩まされている人々から注目を集めた[21]。
- @MetaphorMagnet ステレオタイプのプロパティと規範の知識ベースを使用して比喩的な洞察を生成するAIボット。@MetaphorMirror、これらの隠喩をニュースツイートとペアにする。別のコンパニオンボット@BestOfBotWorldsは、比喩を使用して偽りの宗教的な洞察を生成する[22]。
- @Pentametronは、 CMU Pronouncing Dictionaryを使用し弱強五歩格で偶然に書かれたツイートを見つけ、押韻辞書を使用してそれらをカプレットにペアリングし、フォロワーのフィードにカプレットとしてリツイートする[23]。
- @RedScareBot 「社会主義者」、「共産主義者」、または「共産主義」に言及しているTwitterの投稿に、ジョセフ・マッカーシーに扮したキャラクター（ペルソナ）で返信する。
- @tinycarebot 画面から見上げることを忘れない、外に出るために休憩する、水をもっと飲むなど、フォロワーに簡単なセルフケアアクションを促進する。直接@ツイートすると、セルフケアの提案も送信される[24]。
- @DohenkenBot DMで送信されてきた偏見で面白いものや共感出来るものをツイートするアカウント。名前にbotとついているが実際は人間が手動で操作している。[25]

関連するTwitterボットのファミリーもあり、たとえば、 @LessicoFeed、 @SpracheFeed 、 @SwedishFeed 、 @TraductionFeed 、 @VocabularioFeed 、 @WelshFeed はそれぞれ、英語の単語を1時間ごとにイタリア語、ドイツ語、スウェーデン語、フランス語、スペイン語、ウェールズ語に翻訳してツイートする。翻訳はボランティアと購読者によってクラウドソーシングされている 。

## 影響
人間以外のTwitterユーザーを検出することは、しばしば研究者の関心を集めている。インディアナ大学は、Botometer （旧：BotOrNot）と呼ばれる無料サービスを開発した。このサービスは、Twitter botである可能性を評価する基準に基づいてTwitterアカウントをスコアリングする。ある研究によると、Twitterユーザーの最大15％が自動ボットアカウントであると推定されている。Twitterボットの普及と、一部のボットが人間のように見せかける応答を提供する機能を組み合わせることで、これら人間以外のアカウントが広範な影響力を獲得できるようになった。

### 政治
ソーシャルタスクを完了するようにプログラムされたTwitterボットのサブセットは、 2016年アメリカ大統領選挙で重要な役割を果たした。研究者は、トランプ支持者に扮したボットがクリントン支持者に扮したボットアカウントごとに4つのツイートを生成し、最終的な討論中に関連するハッシュタグでクリントン支持者ボットに対して7：1の割合でツイートしたと推定した。他のボットや候補者、選挙運動スタッフをだまして、ナチズムに関連する不適切な引用リツイートやアカウントのツイートをリツイートさせた。政治的なTwitter botに関する懸念には、悪意のあるコンテンツの拡散、政治的二極化や分断の増幅、フェイクニュースの拡散などがある。多くは2019年まではアクティブであり、トランプ支持者に扮したほとんどのボットはロシア、イラン、ミャンマーで開発されたものであった。Twitter botは、ベネズエラの政治にも影響を与えたことも知られている。

### プラスの影響
多くの悪意のないボットは、娯楽的価値があり、一般に人気がある。テクノロジーとボット開発者の創造性が向上するにつれて、社会的ニーズを満たすTwitterボットの可能性も高まる。 例えば@tinycarebotは、フォロワーがセルフケアを実践することを奨励するTwitter botであり、自動化されたTwitter botを使用して会話形式のインタラクティブな方法でユーザーと関わりを持っている。また、いじめ対策団体が作成した@TheNiceBotは、優しさを込めたメッセージを自動的にツイートすることで、粗野なツイートの蔓延に対抗している。

### 有名人
有名人やブランドアカウントをフォローしているTwitterアカウントの大部分は、偽物または非アクティブであることも多く、有名人のTwitterフォロワーの数は、人気を測定するための指標として公平とは言い切れないものとなっている。短期間に大量のフォロワーを獲得または失った一部の公人、有名人、大企業は、Twitterのフォロワー獲得のためにお金を払ったのではないかと疑惑の目を向けられることもある。例えば、 ショーン・コムズ、ジャレッド・ポリス 、 ペプシコ社、メルセデス・ベンツ社、50 CentのTwitterアカウントは、Twitterフォロワーの売買に関与している可能性があるとして精査され、フォロワー売買は年間4000万ドルから3億6000万ドルのビジネスとされている。アカウントの売り手は、Twitterのプロフィール写真と経歴を持つような現実的なアカウントであるほど、追加料金を請求し、フォローしているアカウントをリツイートすることもある。フォロワー増加に寄る「エゴブースト」（自尊心や自己顕示欲）に加え、さらに膨らんだTwitterのフォロワーの中からより有利な承認契約を獲得する可能性がある。 しかし、ブランドについては、コカ・コーラ社が企業調査でソーシャルメディアの話題が短期的な売り上げの急増に影響しないことを明らかにした後、SNSの話題やフォロワー数と売り上げとの関係が最近では疑問視されている。